# Liste des dirigeants de la Perse et de l'Iran
Cette liste présente les dirigeants de la Perse et de l'Iran.

## Rois et empereurs (678 av. J.-C. – 1979)

### Mèdes (678-549 av. J.-C.)
Les dates sont approximatives.
- 678-665 av. J.-C.	: Déjocès
- 665-633 av. J.-C. : Phraortès
- 625-585 av. J.-C. : Cyaxare

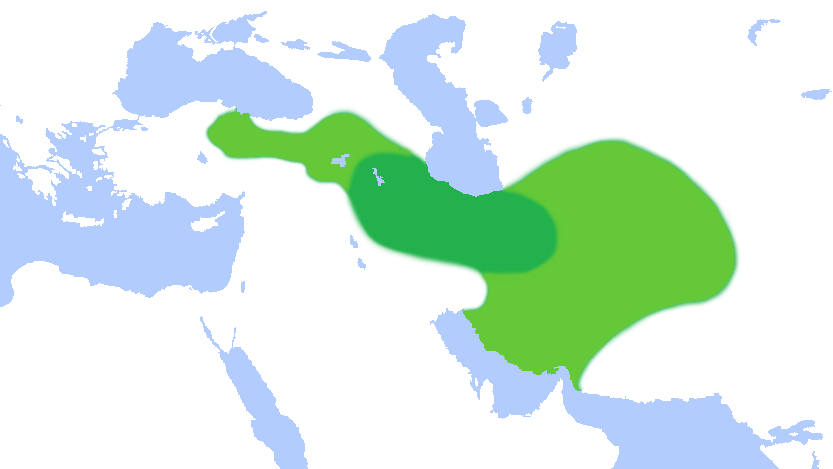
Le royaume mède à son apogée.

- 589-549 av. J.-C. : Astyage

### Achéménides (559-330 av. J.-C.)

L'Empire achéménide à son apogée.

- 559-529 av. J.-C. : Cyrus le Grand
- 529-522 av. J.-C. : Cambyse II
- 522 av. J.-C.	: Bardiya
- 521-486 av. J.-C. : Darius Ier
- 486-465 av. J.-C. : Xerxès Ier
- 465-424 av. J.-C. : Artaxerxès Ier
- 424 av. J.-C.	: Xerxès II
- 424 av. J.-C.	: Sogdianos
- 424-404 av. J.-C. : Darius II
- 404-358 av. J.-C. : Artaxerxès II
- 358-338 av. J.-C. : Artaxerxès III
- 338-336 av. J.-C. : Arsès
- 336-330 av. J.-C. : Darius III

### Macédoniens (336-306 av. J.-C.)

Le royaume de Macédoine à son apogée.

- 336-323 av. J.-C. : Alexandre le Grand
- 323-317 av. J.-C. : Philippe III
- 323-309 av. J.-C. : Alexandre IV
- 323-321 av. J.-C. : Perdiccas (régent)
- 321-319 av. J.-C. : Antipater (régent)
- 319-316 av. J.-C. : Polyperchon (régent)
- 316-309 av. J.-C. : Cassandre (régent)

### Séleucides (311-129 av. J.-C.)
- 311-281 av. J.-C. : Séleucos Ier
- 281-261 av. J.-C. : Antiochos Ier
- 261-246 av. J.-C. : Antiochos II
- 246-225 av. J.-C. : Séleucos II
- 225-223 av. J.-C. : Séleucos III
- 223-187 av. J.-C. : Antiochos III
- 187-175 av. J.-C. : Séleucos IV
- 175-163 av. J.-C. : Antiochos IV
- 163-161 av. J.-C. : Antiochos V
- 161-150 av. J.-C. : Démétrios Ier
- 150-146 av. J.-C. : Alexandre Ier
- 146-139 av. J.-C. : Démétrios II
- 145-142 av. J.-C. : Antiochos VI
- 139-129 av. J.-C. : Antiochos VII

L'Empire séleucide à son apogée.

La dynastie séleucide se poursuit jusqu'en 64 av. J.-C. mais ne contrôle plus que la Syrie.

### Arsacides (Parthe) (247 av. J.-C. – 228 ap. J.-C.)

L'Empire parthe à son apogée.

- 250-248 av. J.-C. : Arsace Ier
- 248-217 av. J.-C. : Tiridate Ier
- 217-190 av. J.-C. : Arsace II
- 190-175 av. J.-C. : Phriapatios
- 175-171 av. J.-C. : Phraatès Ier
- 171-138 av. J.-C. : Mithridate Ier
- 138-127 av. J.-C. : Phraatès II
- 126-122 av. J.-C. : Arsace Nicéphore
- 127-124 av. J.-C. : Artaban Ier
- 122-121 av. J.-C. : Arsace Dikaïos Philhellène
- 123-88 av. J.-C. : Mithridate II
- 95-87 av. J.-C. : Gotarzès Ier
- 80-75 av. J.-C. : Orodès Ier
- 93-70 av. J.-C. : Sanatrocès Ier
- 70-58 av. J.-C. : Phraatès III
- 58-54 av. J.-C. : Mithridate III
- 54-38 av. J.-C. : Orodès II
- 40-38 av. J.-C. : Pacorus Ier
- 38-2 av. J.-C. : Phraatès IV
- 30-26 av. J.-C. : Tiridate II
- 2 av. J.-C. – 4 ap. J.-C. : Phraatès V
- 4-8 : Orodès III
- 8-12 : Vononès Ier
- 10-40 : Artaban II
- 35-36 : Tiridate III
- 35 : Phraatès VI
- 40-47 : Vardanès Ier
- 40/41-51 : Gotarzès II
- 49 : Meherdatès
- 51-51 : Vononès II
- 51-78 : Vologèse Ier
- 55-58 : Vardanès II
- 50-65 : Sanabarès
- 77-80 : Vologèse II
- 78-105 : Pacorus II
- 80-90 : Artaban III
- 105-147 : Vologèse III
- 109-129 : Khosrô Ier
- 116-117 : Parthamaspatès
- 129-140 : Mithridate IV
- 129-140 : Sanatrocès II
- 147-191 : Vologèse IV
- 190-191 : Khosrô II
- 191-207 : Vologèse V
- 207-218 : Vologèse VI
- 216-224 : Artaban IV

### Sassanides (224-651)

L'Empire sassanide à son apogée.

- 224-241 : Ardachir Ier
- 241-272 : Chapour Ier
- 272-273 : Hormizd Ier
- 273-276 : Vahram Ier
- 276-293 : Vahram II
- 293-293 : Vahram III
- 293-302 : Narseh
- 302-309 : Hormizd II
- 309-309 : Adhur-Narseh
- 309-379 : Chapour II
- 379-383 : Ardachir II
- 383-388 : Chapour III
- 388-399 : Vahram IV
- 399-420 : Yazdgard Ier
- 420 : Chapour IV
- 420 : Khosro
- 420-438 : Vahram V
- 438-457 : Yazdgard II
- 457-459 : Hormizd III
- 459-484 : Péroz Ier
- 484-488 : Valash
- 488-496 : Kavadh Ier
- 496-498 : Zamasp
- 498-531 : Kavadh Ier
- 531-579 : Khosro Ier
- 579-590 : Hormizd IV
- 590 : Khosro II
- 590-591 : Vahram VI
- 591-628 : Khosro II
- 594-600 : Vistahm
- 628 : Kavadh II
- 628-630 : Ardachir III
- 630 : Schahr-Barâz
- 630 : Khosro III
- 630 : Bûrândûkht
- 630 : Chapour V
- 630 : Péroz II
- 630-631 : Azarmedûkht
- 630-631 : Farrukh Hormizd
- 630-632 : Hormizd VI
- 631 : Khosro IV
- 631 : Farrukhzad Khosro V
- 631-632 : Bûrândûkht
- 632-651 : Yazdgard III

### Dabwaïhides (642-760)
- 642-660 : Gil Gavbara
- 660-712 : Dabwaïh (en)
- 712-728 : Farrukhan-i Bozorg
- 728-740/741 : Dadburzmihir

L'empire dabwaïhide à son apogée.

- 740-741-747/748 : Farrukhan-i Kuchak (régent)
- 740/741-760 : Khurshid

### Rachidun (642-661)

Le califat rachidun à son apogée.

- 642-644 : Omar
- 644-656 : Othmân
- 656-661 : Ali

### Omeyyades (661-750)

Le califat omeyyade de Damas à son apogée.

- 661-680 : Muʿawiya Ier
- 680-683 : Yazīd Ier
- 683-684 : Muʿawiya II
- 684-685 : Marwān Ier
- 685-705 : Abd Al-Malik
- 705-715 : Al-Walīd Ier
- 715-717 : Sulaymān
- 717-720 : ʿUmar II
- 720-724 : Yazīd II
- 724-743 : Hicham
- 743-744 : Al-Walīd II
- 744 : Yazīd III
- 744 : Ibrahim
- 744-750 : Marwān II

### Abbassides (750-946)
- 750-754 : As-Saffah
- 754-775 : Al-Mansur
- 775-785 : Al-Mahdi
- 785-786 : Al-Hadi
- 786-809 : Hâroun ar-Rachîd
- 809-813 : Al-Amin
- 813-833 : Al-Mamun
- 833-842 : Al-Mutasim
- 842-847 : Al-Watiq
- 847-861 : Al-Mutawakkil
- 861-862 : Al-Muntasir
- 862-866 : Al-Mustain
- 866-869 : Al-Mutazz
- 869-870 : Al-Muhtadi
- 870-892 : Al-Mutamid
- 892-902 : Al-Mutadid
- 902-908 : Al-Muktafi
- 908-929 : Al-Muqtadir
- 929 : Al-Qahir
- 929-932 : Al-Muqtadir
- 932–934 : Al-Qahir
- 934-940 : Ar-Radi
- 940-944 : Al-Muttaqi
- 944-946 : Al-Mustakfi

Le califat abbasside à son apogée.

La dynastie abbasside se poursuit jusqu'en 1258, mais elle ne contrôle plus la Perse.

### Samanides (819-999)

L'empire samanide à son apogée.

- 819-864/865 : Ahmad Ier
- 864/865-892 : Nasr Ier
- 892-907 : Ismaïl Ier
- 907-914 : Ahmad II
- 914-942 : Nasr II
- 942-954 : Nouh Ier
- 954-961 : Abd al-Malik Ier
- 961-976 : Mansour Ier
- 976-999 : Nouh II
- 996-999 : Mansour II
- 999 : Abd al-Malik II
- 1000-1005 : Ismaïl II

### Saffarides (861-1003)

Le domaine des Saffarides à son apogée.

- 861-879 : Ya`qûb ben Layth as-Saffâr
- 879-901 : Amr ibn al-Layth
- 901-909 : Tahir ibn Muhammad ibn Amr
- 909-910 : Al-Layth
- 910-911 : Muhammad ibn Ali ibn al-Layth
- 912-913 : Amr ibn Ya'qub
- 923-963 : Ahmad ibn Muhammad (en)
- 963-1003 : Khalaf ibn Ahmad

### Ghorides (9??-1215)

Le domaine des Ghorides à son apogée.

- 9??-1011 : Muhammad ibn Suri (en)
- 1011-1035 : Abu Ali ibn Muhammad (en)
- 1035-1060 : Abbas ibn Shith (en)
- 1060-1080 : Muhammad ibn Abbas (en)
- 1080-1100 : Qutb al-din Hasan (en)
- 1100-1146 : Izz al-Din Husayn (en)
- 1146-1149 : Sayf al-Din Suri (en)
- 1149 : Baha al-Din Sam Ier (en)
- 1149-1161 : Ala ad-Din Husayn
- 1161-1163 : Sayf al-Din Muhammad (en)
- 1163-1202 : Ghiyath al-Din Muhammad (en)
- 1173-1206 : Muhammad Ghûrî
- 1206-1212 : Ghiyath al-Din Mahmud (en)
- 1212-1213 : Baha al-Din Sam III (en)
- 1213-1214 : Ala al-Din Atsiz (en)
- 1214-1215 : Ala al-Din Ali (en)

### Bouyides (934-1062)
- Dans le Fars :
  - 934-949 : Imad ad-Dawla

Le domaine des Bouyides à son apogée.

  - 949-983 : Adhud ad-Dawla Fanna Khusraw
  - 983-989 : Charaf ad-Dawla Chirzil
  - 989-998 : Samsam ad-Dawla Marzuban
  - 998-1012 : Baha' ad-Dawla Firuz
  - 1012-1024 : Sultan ad-Dawla
  - 1024-1048 : Abu Kalijar
  - 1048-1062 : Abu Mansur Fulad Sutun (en)

- À Ray, puis Ispahan et Hamadan :
  - 932-976 : Rukn ad-Dawla
  - 976-983 : Mu'ayyid ad-Dawla Buyah
  - 983-997 : Fakhr ad-Dawla Ali
  - 997-1029 : Majd ad-Dawla Rustam
  - 997-1021 : Chams ad-Dawla
  - 1021-1023 : Sama' ad-Dawla

- En Irak :
  - 945-967 : Muizz ad-Dawla Ahmad
  - 967-978 : Izz ad-Dawla Bakhtiyar
  - 978-983 : Adhud ad-Dawla Fanna Khusraw
  - 983-987 : Samsam ad-Dawla Marzuban
  - 987-989 : Charaf ad-Dawla Chirzil
  - 989-1012 : Baha' ad-Dawla Firuz
  - 1012-1021 : Sultan ad-Dawla
  - 1021-1025 : Mucharrif ad-Dawla Hasan
  - 1027-1043 : Jalal ad-Dawla Chirzil
  - 1043-1048 : Abu Kalijar
  - 1048-1055 : Al-Malik ar-Rahim Khusraw Firuz

### Ziyarides (928-1090)

Carte du domaine des Ziyarides à son apogée.

- 930-935 : Mardâvij
- 935-967 : Vushmagîr
- 967-978 : Bîsutûn
- 978-1012 : Qâbûs
- 1012-1030 : Manûchihr
- 1030-1049 : Anuchirvân
- 1049-1087 : Kay Kâ'ûs
- 1087-1090 : Gilân Shâh (en)

### Ghaznévides (977-1040)

Carte de l'empire ghaznévide à son apogée.

- 977-997 : Subuktigîn
- 997-1030 : Mahmoud
- 1030 : Mohammed
- 1030-1040 : Massoud

### Seldjoukides (1029-1194)

Carte de l'empire seldjoukide à son apogée.

- 1029-1063 : Toghrul-Beg
- 1063-1072 : Alp Arslan
- 1072-1092 : Malik Shah Ier
- 1092-1094 : Mahmud Ier
- 1094-1104 : Barkyaruq
- 1104-1105 : Malik Shah II
- 1105-1118 : Muhammad Ier
- 1118-1157 : Ahmad Sanjar
- 1118-1131 : Mahmud II
- 1131-1132 : Dawud
- 1132-1133 : Toghrul II
- 1133-1152 : Ghiyath ad-Din Mas'ud
- 1152-1153 : Malik Shah III
- 1153-1159 : Muhammad II (en)
- 1159-1161 : Suleyman Shah (en)
- 1161-1177 : Mu'izz ad-Din Arslan II (ar)
- 1177-1194 : Toghrul III

### Khwarezmchahs (1153-1231)

Carte de l'empire khwarezmien à son apogée.

- 1153-1156 : Ala ad-Din Atsiz
- 1156-1172 : Il-Arslan
- 1172-1200 : Ala ad-Din Tekish
- 1200-1220 : Ala ad-Din Muhammad
- 1220-1231 : Jalal ad-Din

### Khans mongols (1220-1256)
- 1220-1227 : Gengis Khan
- 1227-1229 : Tolui
- 1229-1241 : Ögedeï Khan

Carte de l'empire mongol à son apogée.

- 1241-1246 : Töregene Khatun (régente)
- 1246-1248 : Güyük Khan
- 1248-1251 : Oghul Qaïmich (régente)
- 1251-1259 : Möngke

### Ilkhans et leurs successeurs (1256-1501)

#### Ilkhans (1256-1388)

Carte de l'Ilkhanat à son apogée.

- 1256-1265 : Houlagou
- 1265-1282 : Abaqa
- 1282-1284 : Teküder
- 1284-1291 : Arghoun
- 1291-1295 : Ghaykhatou
- 1295 : Baïdou
- 1295-1304 : Ghazan
- 1304-1316 : Oldjaïtou
- 1316-1335 : Abou-Saïd
- 1335-1336 : Arpa Ka'on
- 1336 : Musa (en)
- 1336-1338 : Muhammad (en)
- 1338-1339 : Togha Temür
- 1338-1339 : Sati Beg
- 1339-1344 : Sulayman (en)
- 1339-1340 : Jahan Temür (en)
- 1344-1353 : Adil Anushirwan (en)
- 1353-1388 : Luqman (fa)
- 1356-1357 : Ghassan II

#### Sarbadars (1332-1386)

Carte du domaine des Sarbardars à son apogée.

- 1332-1338 : Abd al-Razzaq ibn Fazlullah
- 1338-1343 : Wajih ad-Din Masud ibn Fazlullah
- 1343-1346 : Muhammad Ay Temur
- 1346-1347 : Kaba Isfendiyar
- 1347-1348 : Lutf Allah
- 1348-1353 : Khwaja Tadj ad-Din Ali
- 1353-1356 : Yahya ibn Karawi
- 1358-1359 : Zahir ad-Din
- 1359-1360 : Haidar al-Qassab
- 1360-1361 : Lutf Allah
- 1361-1364 : Hasan al-Damghani
- 1364-1376 : Khwaja 'Ali-yi Mu'ayyad ibn Masud
- 1376-1379 : Rukn ad-Din
- 1379-1386 : Khwaja 'Ali-yi Mu'ayyad ibn Masud

#### Tchoupanides (1335-1357)

Carte du domaine des Tchoupanides à son apogée.

- 1338-1343 : Hasan Kûtchek
- 1343-1357 : Malek Achraf

#### Djalayirides (1335-1432)

Carte du domaine des Djalayirides à son apogée.

- 1336-1356 : Hassan Bozorg
- 1356-1374 : Oveys Ier
- 1374-1382 : Husayn Ier
- 1382-1383 : Bâyazîd
- 1382-1410 : Ahmad
- 1410-1411 : Chah Walad
- 1411 : Mahmûd
- 1411-1421 : Oveys II
- 1421 : Muhammad
- 1421-1424 : Mahmûd
- 1424-1432 : Husayn II

#### Indjouïdes (1335-1357)

Carte du domaine des Indjouïdes à son apogée.

- 1335-1338/1339 : Ghiyath ad-Din Kai-Khusrau
- 1338-1342 : Jalal ad-Din Mas'ud Shah
- 1339/1340 : Shams ad-Din Muhammad
- 1343-1357 : Shaikh Abu Ishaq

#### Mozaffarides (1335-1393)

Carte du domaine des Mozaffarides à son apogée.

- 1335-1358 : Mubariz ad-Din Muhammad ibn al-Muzaffar
- 1358-1384 : Chah Chodja
- 1384-1387 : Zain al-Abidin
- 1387-1391 : Chah Yahia
- 1391-1393 : Chah Mansour

#### Qara Qoyunlu (1378-1468)

Carte du domaine des Qara Qoyunlu à son apogée.

- 1380-1389 : Qara Mehmed Turmush
- 1389-1420 : Qara Youssouf
- 1420-1429 : Iskandar
- 1429-1431 : Abou Saïd
- 1431-1438 : Iskandar
- 1438-1467 : Jihan Shah
- 1467-1468 : Hasan Ali

#### Aq Qoyunlu (1378-1497)

Carte du domaine des Aq Qoyunlu à son apogée.

- 1378-1435 : Kara Yülük Osman
- 1435-1444 : Hamza
- 1444-1469 : Jihângîr
- 1453-1478 : Ouzoun Hassan
- 1478 : Khalîl
- 1478-1490 : Yaqoub
- 1491-1492 : Baysonqor
- 1492-1497 : Roustam
- 1497 : Ahmad Gövde

### Timourides (1370-1507)

Carte de l'empire timouride à son apogée.

- 1370-1405 : Tamerlan
- 1405-1407 : Pir Muhammad
- 1405-1409 : Khalil Sultan
- 1405-1447 : Chahrokh Mirza
- 1447-1449 : Ulugh Beg
- 1449-1457 : Babur Mirza
- 1457 : Mirza Chah Mahmoud (en)
- 1457-1459 : Ibrahim Mirza (en)
- 1459-1469 : Abou Saïd Mirza
- 1469-1506 : Hossein Bayqara
- 1506-1507 : Badi az-Zaman

### Séfévides (1501-1722)

Carte de l'empire séfévide à son apogée.

- 1501-1524 : Ismaïl Ier
- 1524-1576 : Tahmasp Ier
- 1576-1577 : Ismaïl II
- 1577-1588 : Mohammad Khodabandeh
- 1588-1629 : Abbas Ier
- 1629-1642 : Séfi
- 1642-1666 : Abbas II
- 1666-1694 : Soliman Ier
- 1694-1722 : Hossein

### Hotaki (1722-1729)
- 1722-1725 : Mahmoud Hotaki
- 1725-1729 : Achraf Hotaki

### Séfévides (1729-1760)
- 1729-1732 : Tahmasp II
- 1732-1736 : Abbas III
- 1749-1750 : Soleiman II
- 1750-1760 : Ismaïl III

### Afcharides (1736-1796)

Carte de l'empire afcharide à son apogée.

- 1736-1747 : Nader Chah
- 1747-1748 : Adel Chah
- 1748 : Ebrahim Chah
- 1748-1796 : Chahrokh Chah

### Dynastie Zand (1750-1794)

Carte de l'empire zand à son apogée.

- 1750-1779 : Karim Khan Zand
- 1779 : Zaki Khan Zand, régent
- 1779 : Mohammad Ali Khan Zand
- 1779 : Abolfath Khan Zand
- 1779-1781 : Sadeq Khan Zand
- 1781-1785 : Alimorad Khan Zand
- 1785-1789 : Djafar Khan Zand
- 1789 : Seid Morad Khan Zand
- 1789-1794 : Lotf Ali Khan Zand

### Dynastie Qadjar (1794-1925)

Carte de l'empire qadjar à son apogée.

- 1794-1797 : Agha Mohammad Chah Qadjar
- 1797-1834 : Fath Ali Chah Qadjar
- 1834-1848 : Mohammad Chah Qadjar
- 1848-1896 : Nassereddine Chah
- 1896-1907 : Mozaffareddine Chah
- 1907-1909 : Mohammad Ali Chah Qadjar
- 1909-1925 : Ahmad Chah Qadjar

### Dynastie Pahlavi (1925-1979)
- 1925-1941 : Reza Chah Pahlavi
- 1941-1979 : Mohammad Reza Chah Pahlavi

## République islamique (depuis 1979)

### Guides de la Révolution
- 1979-1989 : Rouhollah Khomeini
- depuis 1989 : Ali Khamenei

### Présidents de la république islamique
- 1980-1981 : Abolhassan Bani Sadr
- 1981 : Mohammad Ali Radjaï
- 1981-1989 : Ali Khamenei
- 1989-1997 : Hachemi Rafsandjani
- 1997-2005 : Mohammad Khatami
- 2005-2013 : Mahmoud Ahmadinejad
- 2013-2021 : Hassan Rohani
- 2021-2024 : Ebrahim Raïssi
- 2024 : Mohammad Mokhber (intérim)
- Depuis 2024 : Massoud Pezeshkian